# Isabelle et le Tableau enchanté
Isabelle et le Tableau enchanté est la deuxième histoire de la série Isabelle de Will, Yvan Delporte et Raymond Macherot. Elle est publiée pour la première fois du no 1666 au no 1680 du journal Spirou.

## Univers

### Synopsis
Un jour d'avril, Isabelle, désireuse de redécorer sa chambre, achète un vieux tableau chez un antiquaire. La nuit, un bruit étrange la réveille alors que la pleine lune entre par la fenêtre, et le lendemain matin, elle découvre dans sa chambre un homme miniature, Évariste Floconnet, qui hantait le tableau. Pour annuler ce sortilège, il doit accomplir une bonne action.

### Personnages
- Isabelle
- L'antiquaire
- Évariste Floconnet : être capable de passer de deux à trois dimensions, comme les Krostons
- Adolphe, Germaine et Emile : un contrebassiste, sa femme et leur fils, voisins d'Isabelle
- M. Prospère : leur propriétaire

## Historique
On retrouve Évariste Floconnet, et le terme de son histoire, dans Isabelle et les Voleurs.

## Publication

### Revues
Cette histoire de trente planches est publiée pour la première fois du no 1666 au no 1680 du journal Spirou en 1970.

### Album
L'histoire est incluse dans l'album Le Tableau enchanté, dont elle donne le titre, en 1972.